# Grazia Salvatori
Grazia Salvatori (* 13. Juni 1941 in Castellana Grotte) ist eine italienische Komponistin und Organistin.

## Leben
Grazia Salvatori studierte Orgel, Klavier, Cembalo und Komposition. Meisterkurse besuchte sie bei Fernando Germani, René Saorgin, Luigi Ferdinando Tagliavini, Anton Heiller und Montserrat Torrent i Serra. Von 1978 bis zu ihrer Emeritierung wirkte sie als Professorin für Orgel und Orgelkomposition am Conservatorio di Musica Niccolò Piccinni in Bari. In ihrer Heimatstadt Castellana Grotte leitet sie den Musikwettbewerb Don Vincenzo Vitti.

## Kompositionen
vokal
- Lodato sia (1990) für gemischten Chor und Orgel. Text: David Maria Turoldo
- 3 Canti Sacri (1994) für Mezzosopran und Orgel. Texte: David Maria Turoldo
- Meditatio super „Victimae Paschali laudes“ (2004). UA 24. April 2004 Fürth (Auferstehungskirche). Daniela Jungblut (Mezzosopran), Maria Schalk (Violine), Sirka Schwartz-Uppendieck (Orgel)
- In memoriam Giovanni Paolo II (2006) für Viola, Orgel und Rezitation
- Gracias a la vida (2007) für Mezzosopran und Cembalo. Texte: Violeta Parra
- My river (2009) für Mezzosopran, Blockflöte, Sopran und Cembalo. Text: Emily Dickinson
- E la bugia trionfo (2010) für Saxophonquartett und Sopran. Text: Alda Merini
- Aforisma (2010) für Mezzosopran und Cembalo. Text: Alda Merini
- Prière (2013) für Sopran, Blockflöte und Cembalo
- Schwarze Bohnen (2013) für Sopran, Tomtom und Cembalo
- Allelujah Adonaj (2013) für Frauenchor, Sopran, Trompete und Orgel
- Laetare Alleluja (2013) für Frauenchor, Flöte, Sopran und Orgel
- Solitudine (2013) für Mezzosopran und Bassklarinette
- Elogio della notte (2013) für Bassklarinette, Mezzosopran und Klavier

instrumental
- Suite breve (1986) für Orgel
- Toccatina (1991) für Cembalo
- Variationen über „Ein feste Burg“ (1993) für Trompete und Orgel
- Recitativo e Allegro (1994) für Flöte und Orgel
- Trypthic (1994) für Orgel
- Moto perpetuo in forma di danza (1996) für Cembalo und Harmonium
- Tu scendi dalle stelle („Du steigst hernieder von den Sternen“, 2002). UA 10. Mai 2003 Fürth (Auferstehungskirche). Wilfried Krüger (Horn), Sirka Schwartz-Uppendieck (Orgel)
- Allegretto (2002). UA 10. Mai 2003 Fürth (Auferstehungskirche). Wilfried Krüger (Horn), Céline Locher (Cembalo)
- Vox turturis (2004) für Sopransaxophon und Orgel
- Tre versi sull' Inno Ave Maris Stella (2005)
- Obocromix (2007) für Oboe und Cembalo / Oboe und Orgel
- Contrappunti (2007) für 2 Oboen und Englischhorn
- Meditango (2010) für 2 Cembali
- Nell'azzurro (su melodia popolare dedicata alla Madonna) (2011) für Orgel zu 4 Händen

## Belege
1. ↑  Kurzbiografie bei den Notti Sacre Bari Archivlink (Memento des Originals vom 3. März 2014 im Internet Archive)  Info: Der Archivlink wurde automatisch eingesetzt und noch nicht geprüft. Bitte prüfe Original- und Archivlink gemäß Anleitung und entferne dann diesen Hinweis.

| Personendaten    | Personendaten                           |
| ---------------- | --------------------------------------- |
| NAME             | Salvatori, Grazia                       |
| KURZBESCHREIBUNG | italienische Komponistin und Organistin |
| GEBURTSDATUM     | 13. Juni 1941                           |
| GEBURTSORT       | Castellana Grotte                       |